# Civis Bononiae
«Ци́вис Боно́ние» (лат. Civis Bononiae — «Болонский гражданин») — анонимный средневековый трактат на латинском языке (XV век), посвящённый играм в шахматы, триктрак (нарды) и в мельницу.
Трактат содержит 288 шахматных задач. Известно около десятка подобных трактатов на латинском и итальянском языках. Основным источником «Цивис Бононие» считается более ранний трактат «Бонус Социус».
|   | a                                                                                      | b                                                                                      | c                                                                                      | d                                                                                      | e                                                                                      | f                                                                                      | g                                                                                      | h                                                                                      |   |
| - | -------------------------------------------------------------------------------------- | -------------------------------------------------------------------------------------- | -------------------------------------------------------------------------------------- | -------------------------------------------------------------------------------------- | -------------------------------------------------------------------------------------- | -------------------------------------------------------------------------------------- | -------------------------------------------------------------------------------------- | -------------------------------------------------------------------------------------- | - |
| 8 | a8 белая ладья · d8 белый король · d6 чёрный король · c5 белая ладья · h1 чёрная ладья | a8 белая ладья · d8 белый король · d6 чёрный король · c5 белая ладья · h1 чёрная ладья | a8 белая ладья · d8 белый король · d6 чёрный король · c5 белая ладья · h1 чёрная ладья | a8 белая ладья · d8 белый король · d6 чёрный король · c5 белая ладья · h1 чёрная ладья | a8 белая ладья · d8 белый король · d6 чёрный король · c5 белая ладья · h1 чёрная ладья | a8 белая ладья · d8 белый король · d6 чёрный король · c5 белая ладья · h1 чёрная ладья | a8 белая ладья · d8 белый король · d6 чёрный король · c5 белая ладья · h1 чёрная ладья | a8 белая ладья · d8 белый король · d6 чёрный король · c5 белая ладья · h1 чёрная ладья | 8 |
| 7 | a8 белая ладья · d8 белый король · d6 чёрный король · c5 белая ладья · h1 чёрная ладья | a8 белая ладья · d8 белый король · d6 чёрный король · c5 белая ладья · h1 чёрная ладья | a8 белая ладья · d8 белый король · d6 чёрный король · c5 белая ладья · h1 чёрная ладья | a8 белая ладья · d8 белый король · d6 чёрный король · c5 белая ладья · h1 чёрная ладья | a8 белая ладья · d8 белый король · d6 чёрный король · c5 белая ладья · h1 чёрная ладья | a8 белая ладья · d8 белый король · d6 чёрный король · c5 белая ладья · h1 чёрная ладья | a8 белая ладья · d8 белый король · d6 чёрный король · c5 белая ладья · h1 чёрная ладья | a8 белая ладья · d8 белый король · d6 чёрный король · c5 белая ладья · h1 чёрная ладья | 7 |
| 6 | a8 белая ладья · d8 белый король · d6 чёрный король · c5 белая ладья · h1 чёрная ладья | a8 белая ладья · d8 белый король · d6 чёрный король · c5 белая ладья · h1 чёрная ладья | a8 белая ладья · d8 белый король · d6 чёрный король · c5 белая ладья · h1 чёрная ладья | a8 белая ладья · d8 белый король · d6 чёрный король · c5 белая ладья · h1 чёрная ладья | a8 белая ладья · d8 белый король · d6 чёрный король · c5 белая ладья · h1 чёрная ладья | a8 белая ладья · d8 белый король · d6 чёрный король · c5 белая ладья · h1 чёрная ладья | a8 белая ладья · d8 белый король · d6 чёрный король · c5 белая ладья · h1 чёрная ладья | a8 белая ладья · d8 белый король · d6 чёрный король · c5 белая ладья · h1 чёрная ладья | 6 |
| 5 | a8 белая ладья · d8 белый король · d6 чёрный король · c5 белая ладья · h1 чёрная ладья | a8 белая ладья · d8 белый король · d6 чёрный король · c5 белая ладья · h1 чёрная ладья | a8 белая ладья · d8 белый король · d6 чёрный король · c5 белая ладья · h1 чёрная ладья | a8 белая ладья · d8 белый король · d6 чёрный король · c5 белая ладья · h1 чёрная ладья | a8 белая ладья · d8 белый король · d6 чёрный король · c5 белая ладья · h1 чёрная ладья | a8 белая ладья · d8 белый король · d6 чёрный король · c5 белая ладья · h1 чёрная ладья | a8 белая ладья · d8 белый король · d6 чёрный король · c5 белая ладья · h1 чёрная ладья | a8 белая ладья · d8 белый король · d6 чёрный король · c5 белая ладья · h1 чёрная ладья | 5 |
| 4 | a8 белая ладья · d8 белый король · d6 чёрный король · c5 белая ладья · h1 чёрная ладья | a8 белая ладья · d8 белый король · d6 чёрный король · c5 белая ладья · h1 чёрная ладья | a8 белая ладья · d8 белый король · d6 чёрный король · c5 белая ладья · h1 чёрная ладья | a8 белая ладья · d8 белый король · d6 чёрный король · c5 белая ладья · h1 чёрная ладья | a8 белая ладья · d8 белый король · d6 чёрный король · c5 белая ладья · h1 чёрная ладья | a8 белая ладья · d8 белый король · d6 чёрный король · c5 белая ладья · h1 чёрная ладья | a8 белая ладья · d8 белый король · d6 чёрный король · c5 белая ладья · h1 чёрная ладья | a8 белая ладья · d8 белый король · d6 чёрный король · c5 белая ладья · h1 чёрная ладья | 4 |
| 3 | a8 белая ладья · d8 белый король · d6 чёрный король · c5 белая ладья · h1 чёрная ладья | a8 белая ладья · d8 белый король · d6 чёрный король · c5 белая ладья · h1 чёрная ладья | a8 белая ладья · d8 белый король · d6 чёрный король · c5 белая ладья · h1 чёрная ладья | a8 белая ладья · d8 белый король · d6 чёрный король · c5 белая ладья · h1 чёрная ладья | a8 белая ладья · d8 белый король · d6 чёрный король · c5 белая ладья · h1 чёрная ладья | a8 белая ладья · d8 белый король · d6 чёрный король · c5 белая ладья · h1 чёрная ладья | a8 белая ладья · d8 белый король · d6 чёрный король · c5 белая ладья · h1 чёрная ладья | a8 белая ладья · d8 белый король · d6 чёрный король · c5 белая ладья · h1 чёрная ладья | 3 |
| 2 | a8 белая ладья · d8 белый король · d6 чёрный король · c5 белая ладья · h1 чёрная ладья | a8 белая ладья · d8 белый король · d6 чёрный король · c5 белая ладья · h1 чёрная ладья | a8 белая ладья · d8 белый король · d6 чёрный король · c5 белая ладья · h1 чёрная ладья | a8 белая ладья · d8 белый король · d6 чёрный король · c5 белая ладья · h1 чёрная ладья | a8 белая ладья · d8 белый король · d6 чёрный король · c5 белая ладья · h1 чёрная ладья | a8 белая ладья · d8 белый король · d6 чёрный король · c5 белая ладья · h1 чёрная ладья | a8 белая ладья · d8 белый король · d6 чёрный король · c5 белая ладья · h1 чёрная ладья | a8 белая ладья · d8 белый король · d6 чёрный король · c5 белая ладья · h1 чёрная ладья | 2 |
| 1 | a8 белая ладья · d8 белый король · d6 чёрный король · c5 белая ладья · h1 чёрная ладья | a8 белая ладья · d8 белый король · d6 чёрный король · c5 белая ладья · h1 чёрная ладья | a8 белая ладья · d8 белый король · d6 чёрный король · c5 белая ладья · h1 чёрная ладья | a8 белая ладья · d8 белый король · d6 чёрный король · c5 белая ладья · h1 чёрная ладья | a8 белая ладья · d8 белый король · d6 чёрный король · c5 белая ладья · h1 чёрная ладья | a8 белая ладья · d8 белый король · d6 чёрный король · c5 белая ладья · h1 чёрная ладья | a8 белая ладья · d8 белый король · d6 чёрный король · c5 белая ладья · h1 чёрная ладья | a8 белая ладья · d8 белый король · d6 чёрный король · c5 белая ладья · h1 чёрная ладья | 1 |
|   | a                                                                                      | b                                                                                      | c                                                                                      | d                                                                                      | e                                                                                      | f                                                                                      | g                                                                                      | h                                                                                      |   |

1.Лh5!! Л:h5 

2.Лa6+ Кр~ 

3.Лa5+  и Л:h5